# FK Lviv

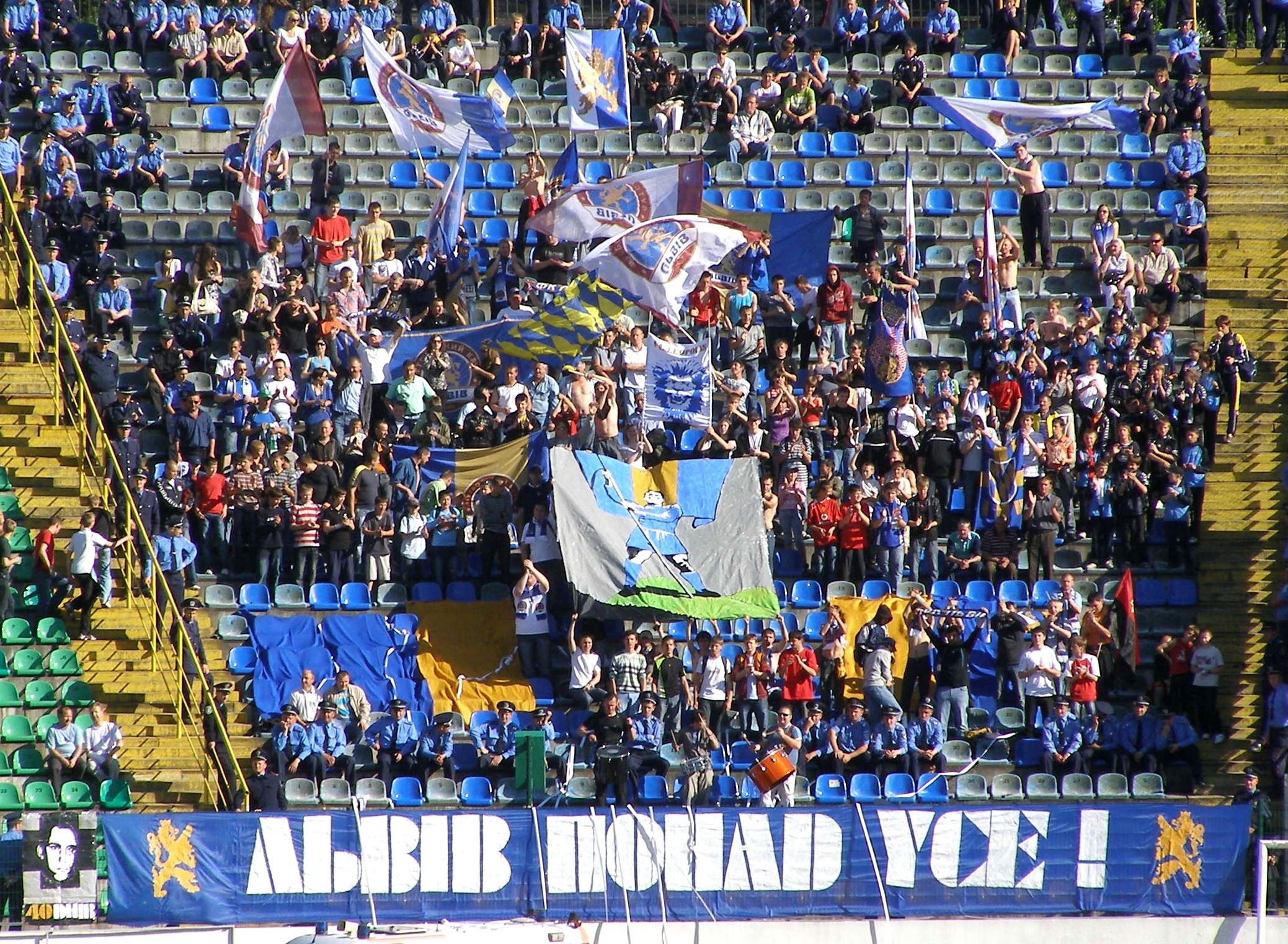
Supporters van FK Lviv

FK Lviv (Oekraïens: ФК «Львів») is een Oekraïense voetbalclub uit de stad Lviv.

## Geschiedenis

### 1992-2001
Van 1992 tot 2001 bestond er een club in Lviv met dezelfde naam. De amateurclub won de Lviv Amateur Cup en werd kampioen van het Oblast Lviv. In 1993 nam de club deel aan de professionele kampioenschappen en werkte zich van de vierde klasse op tot de tweede klasse. In 2001 werd de club overgenomen voor Karpaty Lviv en werd omgedoopt in het reserveteam FC Karpaty-2 Lviv. Het is de enige club die nooit in de hoogste klasse speelde die twee keer de kwartfinales van de Beker van Oekraïne bereikte.

### 2006-2012
Het huidige FK Lviv is niet gerelateerd aan de eerdere club en werd in mei 2006 opgericht. Lviv mocht meteen in de Persja Liha (2de klasse) starten en nam daar de plaats in van het failliete FC Hazovyk-Skala Stryi, dat uit dezelfde regio komt.
In het eerste seizoen werd de club 11de. In september 2007 verhuisde de club naar een nieuw stadion in de stad Dobromyl. Na een tweede plaats in 2008 promoveerde de club naar de hoogste klasse. Lviv eindigde op de voorlaatste plaats en degradeerde. Na het seizoen 2011/12 trok de club zich terug en ging alleen verder met de jeugdafdeling.

### 2016-heden
In 2016 begon de club opnieuw als profclub in de derde klasse. In 2018 fuseerde de club met Veres Rivne om zo de plaats van die club in te kunnen nemen in de hoogste klasse, echter bleef Veres toch bestaan en ging die club naar de tweede klasse. 